# Lubuli
Lubuli ist das südöstlichste Inkhundla (Verwaltungseinheit) in der Region Lubombo in Eswatini. Es ist 477 km² groß und hatte 2007 gemäß Volkszählung 14.419 Einwohner.

## Geographie
Das Inkhundla liegt im Süden der Region Lubombo und grenzt an Südafrika. Der Ngwavuma verläuft mit großen Schlingen durch die Ebene und bietet Wasser für intensiven Bewässerungsfeldbau. Nach Osten erstrecken sich ausgedehnte Schutzgebiete (Nisela Nature Reserve). Die MR 14 ist die Hauptverkehrsader der Region. Sie mündet bei Nsoko in die MR 8, die sich von Norden nach Süden entlang der Grenze zu Südafrika zieht. In der Ebene bildet der Lubuli Hill (⊙) mit 316 m Höhe einen der höchsten Punkte.

## Gliederung
Der Bezirk gliedert sich in die Imiphakatsi (Häuptlingsbezirke) Cantebury, Ka-Vuma, Mambantaneni und Nthuthwakazi. 

### Lubuli
Der Hauptort liegt an einer Schlinge des Ngwavumas. Dort befindet sich ein Zentrum des Bewässerungsfeldbaues.